# Microbatrachus pusillus
Espèce
"Microbatrachus" pusillus est une espèce d'amphibiens de la famille des Microhylidae dont la position taxonomique est incertaine (Incertae sedis).

## Répartition
Cette espèce a été découverte dans les îles Aru en Indonésie.

## Publication originale
- Roux, 1910 : Reptilien und Amphibien der Aru- und Kei-Inseln. Abhandlungen Der Senckenbergischen Naturforschenden Gesellschaft, vol. 33, p. 211-247 (texte intégral).